# Plumada
Uma plumada, pelota, egagrópila ou egregófito, em ornitologia, é uma massa de matéria não digerida do alimento de aves que algumas espécies regurgitam ocasionalmente. A composição de uma plumada depende da dieta da ave, e pode incluir exoesqueletos de insectos, matéria vegetal indigesta, ossos, pelo, penas, bicos, garras e dentes.